# Adelaide Challenger 1993
L'Adelaide Challenger 1993 è stato un torneo di tennis facente parte della categoria ATP Challenger Series nell'ambito dell'ATP Challenger Series 1993. Il torneo si è giocato a Adelaide in Australia dal 6 al 12 dicembre 1993 su campi in erba.

## Vincitori

### Singolare
Mark Petchey ha battuto in finale  Peter Tramacchi con il punteggio di 6–3, 6–2

### Doppio
Joshua Eagle /  Andrew Florent hanno battuto in finale  Ben Ellwood /  Mark Philippoussis con il punteggio di 6–1, 6–3